# L.J. Smith
Lisa Jane Smith (Fort Lauderdale, 4. rujna 1958. – Walnut Creek, 8. ožujka 2025.) bila je američka autorica tinejdžerskih romana, prvenstveno fantastične tematike (vampiri).

## Nepotpun popis djela

### Vampirski dnevnici
- "Buđenje", Algoritam, Zagreb, 2010., ISBN 978-953-316-128-0 (The Awakening izvorno izdanje 1991.)
- "Borba", Algoritam, Zagreb, 2010., ISBN 978-953-316-247-8 (The Struggle izvorno izdanje 1991.)
- "Bijes", Algoritam, Zagreb, 2011., ISBN 978-953-316-283-6 (The Fury izvorno izdanje 1991.)
- "Ponovni susret", Algoritam, Zagreb, 2011., ISBN 978-953-316-453-3, (Dark Reunion izvorno izdanje 1992.)
- "Povratak: Prvi mrak", Algoritam, Zagreb, 2012., ISBN 978-953-316-549-3, (The Return: Night Fall)
- "Povratak: Duše sjena", Algoritam, Zagreb, ISBN 978-953-316-623-0, (The Return: Shadow Souls)

## Vanjske poveznice
- Službena web-stranica